# Karabük (tartomány)
Karabük tartomány Törökország egyik márvány-tengeri tartománya, székhelye Karabük városa. Északon Bartın, keleten Kastamonu, délkeleten Çankırı, délnyugaton Bolu, nyugaton Zonguldak határolja. Itt található az UNESCO világörökségi listáján is szereplő Safranbolu városkája.

## Körzetei
A tartománynak hat körzete van:
- Eflani
- Eskipazar
- Karabük
- Ovacık
- Safranbolu
- Yenice